# Bitwa o Dobrzycę
Bitwa o Dobrzycę – starcie zbrojne mające miejsce w dniach 5–8 lutego 1945 roku między oddziałami 1 Armii Wojska Polskiego a wojskami niemieckimi, zakończone zdobyciem Dobrzycy przez żołnierzy polskich, co było równoznaczne z zakończeniem w niej władzy reżimu III Rzeszy. Jedna z bitew stoczonych w czasie walk o przełamanie Wału Pomorskiego.

## Historia
Dobrzyca leżała w niemieckim systemie obrony w 1945 w pasie pozycji ryglowej Wału Pomorskiego. Znajdowała w rejonie walk 1 Armii Wojska Polskiego gen. S. Popławskiego o Wał Pomorski. Broniły miejscowości 2 pp dywizji „Märkisch Friedland”.
Niemcy przygotowywali Dobrzycę do obrony, jak większość miejscowości w pasie Wału Pomorskiego, silnie ją fortyfikując. W pasie obrony było 35 schronów żelbetowych i 10 skorup schronów (schrony nieukończone, rozpoczęte latem 1944). W styczniu z miejscowości ewakuowali całą ludność cywilną.
Po pierwszych walkach na pozycjach przesłaniania Wału Pomorskiego 3 i 6 Dywizja Piechoty 3 lutego otrzymały zadanie przełamania pozycji głównej Wału Pomorskiego. Działania dywizji wspierała artyleria armijna, która zdążyła podciągnąć do sił głównych. 4 DP otrzymała zadanie natarcia na kierunku Smolno, Zdbiczno, wieś Zdbice i jez. Dobre. 6 DP od północy jeziora Dobrego do wsi Nadarzyce. Pas natarcia 15 km.
Działania główne rozpoczęto 4 lutego wieczorem. Próba przełamania z marszu, na północy jeziora Dobrego nie powiodła się. Słabo umocniony odcinek był trudno dostępny, bagnisty (nie można było wykorzystać broni ciężkiej). 5 lutego rano 2 i 3 batalion 11 Pułku Piechoty wdarły się na pozycję główną Wału. Po południu połączone siły dwóch batalionów ok. 16 podeszły do szosy Wałcz–Czaplinek w rejonie majątku Dobrzyca. Niemcy kontratakując otoczyli dwa bataliony. Ok. 18 ruszył z odsieczą okrążonym 10 Pułk Piechoty i dwa inne bataliony. Rano 6 lutego dowódca 4 DP siłami 10 i 11 PP z dwoma bateriami 6 PAL i częścią sił 4 dywizjonu artylerii pancernej uderzył w kierunku zachodnim celem opanowania szosy i majątku Dobrzyca. Siły te dotarły do okrążonych o 5.00 rano 6 lutego. Przez całą noc pokonali w walkach 4 kilometry. W nocy z 5 na 6 lutego dowództwo 1 AWP podjęło decyzję wprowadzenia do walki 1 DP, która wraz z 4 i 6 DP otrzymała zadanie pogłębienia wyłomu. Natarcie powiodło się, siły 4 DP doszły do szosy Czaplinek–Wałcz, odcinając Niemcom drogę odwrotu na Kołobrzeg. Próby przełamania Wału przez 4 DP w dwóch innych miejscach nie powiodły się. Jeszcze gorzej powiodło się siłom 6 DP walczącej pod Nadarzycami (tylko 6 lutego straciła 220 zabitych i 315 rannych).
Kolejną batalią po przełamaniu Wału było odcięcie drogi Wałcz–Mirosławiec i zamknięcie Niemcom odwrotu na zachód. Zadanie to wykonywała 6 DP – nacierając na Iłowiec, następnie 4 DP (działając po zajęciu Dobrzycy na południe) oraz wprowadzone do walki 1 Warszawska Samodzielna Brygada Kawalerii, 1 i 2 Dywizje Piechoty. 1 i 2 DP miały opanować Mirosławiec.
Straty polskie w walkach o Dobrzycę, Iłowiec, Rudki i Golce: 4 DP – 208 poległych, 6 DP – 166 poległych, 5 BAC – 26 zaginionych, 1 DP – 100 poległych i zaginionych.
Walki żołnierzy polskich o Dobrzycę zostały upamiętnione na Grobie Nieznanego Żołnierza w Warszawie, napisem na jednej z tablic po 1945 r. „DOBRZYCA 5–8 II 1945”.